# Paul Kuhn (Mathematiker)
Paul Kuhn, auch Pavel Kuhn, (* 16. Mai 1901 in Prag; † 1984) war ein tschechischer Mathematiker.
Kuhn studierte Mathematik und Physik an der Deutschen Universität Prag und wurde 1926 bei Georg Pick promoviert (Über Berührungstransformationen). Er arbeitete als Versicherungsmathematiker, beabsichtigte sich in Prag zu habilitieren (ermutigt durch Ludwig Berwald), musste aber vor den Nationalsozialisten fliehen und ging auf Einladung von Viggo Brun nach Norwegen. Er war Assistent in Trondheim. Nach der deutschen Besetzung floh er im Januar 1943 mit Ernst Jacobsthal nach Schweden. Seine Mutter und beide Schwestern starben im Holocaust. In Schweden forschte er in Uppsala, wo er auch seine Frau Marta 1945 wiedertraf. Nach dem Krieg blieb er in Schweden. Zunächst arbeitete er als Archivar, später auf Vermittlung von Harald Cramér als Versicherungsmathematiker. 1972 gab er das auf, um seine letzten Jahre mathematischer Forschung zu widmen.
Er befasste sich zwar anfangs mit Differentialgeometrie, war aber schon nach Teilnahme in einem Seminar von Christian Ehrenfried 1921 an Zahlentheorie interessiert, was sich unter dem Einfluss von Viggo Brun verstärkte. Unter anderem verbesserte er das Restglied im elementaren Beweis des Primzahlsatzes und entwickelte eine gewichtete Siebmethode.
Er war seit 1960 korrespondierendes Mitglied der Norwegischen Akademie in Trondheim.